# Kees Verkerk
Cornelis Arie „Kees“ Verkerk (* 28. října 1942 Maasdam, Jižní Holandsko) je bývalý nizozemský rychlobruslař.
Na mezinárodních závodech poprvé startoval v roce 1964, kdy se na evropském šampionátu umístil na 12. místě a na Mistrovství světa byl jedenáctý. Zúčastnil se také Zimních olympijských her 1964, přičemž na trati 1500 m vybojoval stříbrnou medaili. Dále byl devátý na distanci 5 km a šestnáctý v závodě na 10 km. První medaile na mistrovstvích získal v roce 1966, kdy na tom evropském si dobruslil pro stříbro a světový šampionát vyhrál. Ještě úspěšnější byl následující sezónu, kdy obhájil světové zlato a přidal k němu i vítězství na Mistrovství Evropy. Na zimní olympiádě 1968 vyhrál závod na 1500 m a získal také stříbrnou medaili na pětikilometrové trati; na trati 10 000 m byl pátý a v závodě na 500 m skončil na 33. místě. Další cenné kovy, jedno stříbro a čtyři bronzy, si přivezl v následujících letech z mistrovství Evropy i světa. Na ZOH 1972 vybojoval stříbrnou medaili na trati 10 km, na poloviční distanci byl šestý a na patnáctistovce osmý. Po sezóně 1971/1972 se společně s dalšími rychlobruslaři připojil k nově založené profesionální lize International Speed Skating League (ISSL), na jejímž světovém mistrovství v roce 1974 byl třetí. Existence ISSL však vydržela pouze do roku 1974, kdy Verkerk také ukončil sportovní kariéru.
V letech 1966 a 1967 obdržel cenu Oscara Mathisena. Byl prvním rychlobruslařem, který ji získal dvakrát.